# Hero (zoologia)
Hero Alder & Hancock, 1855 è un genere di molluschi nudibranchi, unico genere della famiglia Heroidae.

## Tassonomia
Il genere comprende due specie:
- Hero blanchardi Vayssière, 1888
- Hero formosa (Lovén, 1841)